# 20048 Alfianello
20048 Alfianello è un asteroide della fascia principale. Scoperto nel 1993, presenta un'orbita caratterizzata da un semiasse maggiore pari a 2,708353 UA e da un'eccentricità di 0,091159, inclinata di 9,425733° rispetto all'eclittica. Ha un diametro di 6,420 km e un periodo di rotazione di 7,032 ore.
È dedicato al comune di Alfianello, in Provincia di Brescia, dove il 16 gennaio 1883 è caduto il più grande meteorite (228 kg) mai trovato in Italia.